# 昌子內親王
昌子內親王（天歷4年（950年） - 長保元年12月1日（1000年1月10日））。日本平安時代皇族女性。第63代冷泉天皇皇后。第61代朱雀天皇第一皇女。

## 生平
昌子內親王出生時，她的父親朱雀天皇已經退位，同年8月10日封內親王，並得叔父村上天皇保護。應和元年（961年）在宮中承香殿舉行笄禮儀式，敘三品。
應和3年（963年），入皇太子憲平親王（冷泉天皇）後宮。康保4年（967年）冷泉天皇即位，立昌子內親王為皇后。冷泉天皇在位2年後退位。昌子內親王在天祿4年（973年）立皇太后。寬和2年（986年）晉太皇太后。長保元年（1000年）去世，享年50歲。
根據記載，冷泉天皇有精神異常的問題，時常發狂顛亂，但昌子內親王應對得體，賢淑溫柔，有統領後宮之能。昌子內親王由於資建了北岩倉山大雲寺觀音院，因而有“觀音院太后”的別稱。昌子內親王終生未生育，收叔父村上天皇的八皇子——永平親王為養子。昌子內親王門下有越中守平保衡女及其女和泉式部等著名女性文人，以及歌人藤原為賴（紫式部的伯父）。